# 예장군
예장군(豫章郡)은 전한에서 설치한 중국의 옛 군이다.

## 전한
고제 6년(기원전 201년)에 설치했으며, 회남나라의 지군이었다. 회남나라가 폐지되면서 한 조정에 속했고, 문제 16년(기원전 164년) 옛 회남나라를 셋으로 나눠 부활하면서 여강나라의 지군이 됐으며, 경제 4년(기원전 153년) 오초칠국의 난 결과 여강왕 유사가 형산나라로 옮겨지고 여강나라가 폐지되면서 다시 한 조정에 속했다.
양주에 속하였으며, 원시 2년(2년)의 인구조사에 따르면 호구 67,462호, 인구 351,965명이었다. 아래의 속현 목록은 《한서》지리지의 내용이다. 원연·수화 연간(기원전 8년 무렵)의 현황으로 여겨지며, 총 18현(17현 1후국)이다. 일반적으로 첫 현이 치소로 여겨진다.
| 이름     | 한자     | 대략적 위치                                                 | 비고                                                                                            |
| -------- | -------- | ----------------------------------------------------------- | ----------------------------------------------------------------------------------------------- |
| 남창현   | 南昌縣   | 난창시                                                      |                                                                                                 |
| 여릉현   | 廬陵縣   | 지안시 타이허현 북서 30리 석산향(石山鄕) 일대               |                                                                                                 |
| 팽택현   | 彭澤縣   | 주장시 후커우현 남 형교촌(荊橋村) 일대                      | 《우공》의 팽려택(彭蠡澤)이 서쪽에 있다.                                                        |
| 파양현   | 鄱陽縣   | 상라오시 포양현 북동 고현도진(古縣渡鎭)                     | 무양향(武陽鄕) 우로 10여 리에 황금이 나는 곳이 있다. 파수(鄱水)가 서로 호한(湖漢)으로 들어간다. |
| 여릉현   | 厲陵縣   | 주장시 더안현 동                                            | 부양산(傅昜山), 부양천(傅昜川)이 있는데 옛날에는 부천원(傅淺原)이라 했다.                       |
| 여간현   | 餘汗縣   | 상라오시 위간현                                             | 여수(餘水)가 북에 있어서 교양(鄡陽)에서 호한으로 들어간다.                                      |
| 시상현   | 柴桑縣   | 주장시 서남 20리 배산촌(排山村) 일대                        |                                                                                                 |
| 애현     | 艾縣     | 주장시 슈수이현 서 정방향(程坊鄕) 일대                      | 수수(修水)가 북으로 팽택에 이르러 호한으로 들어가니, 660리를 간다.                              |
| 감현     | 贛縣     | 간저우시                                                    | 예장수(豫章水)가 남서에서 나와서 북으로 대강으로 들어간다.                                      |
| 신감현   | 新淦縣   | 이춘시 장수시                                               | 도위가 다스린다.                                                                                |
| 남성현   | 南城縣   | 푸저우시 난청현 홍문진(洪門鎭) 동쪽 홍문저수지(洪門水庫) 안 |                                                                                                 |
| 건성현   | 建成縣   | 이춘시 가오안시                                             | 촉수(蜀水)가 동으로 남창에 이르러 호한으로 들어간다.                                            |
| 의춘현   | 宜春縣   | 이춘시                                                      | 남수(南水)가 동으로 신감에 이르러 호한으로 들어간다.                                            |
| 해혼현   | 海昏縣   | 주장시 융슈현 동 애성진(艾城鎭)                             | 유하가 폐위된 후, 이곳에 열후로 봉해졌다.                                                       |
| 우도현   | 雩都縣   | 간저우시 위두현 동북 양자촌(羊子村) 일대                    | 호한수가 팽택에 이르러 강수로 들어가니, 1980리를 간다.                                          |
| 교양현   | 鄡陽縣   | 주장시 두창현 사산촌(泗山村)                                |                                                                                                 |
| 남야현   | 南野縣   | 간저우시 난캉구 서남 부석향(浮石鄕) 일대                    | 팽수(彭水)가 동으로 호한에 들어간다.                                                            |
| 안평후국 | 安平侯國 | 지안시 안푸현 남 몽담촌(蒙潭村) 일대                        |                                                                                                 |

## 신
군의 이름을 구강(九江)으로 고치고 다음 현의 이름을 고쳤다.
| 전한       | 신         |
| ---------- | ---------- |
| 여릉(廬陵) | 환정(桓亭) |
| 파양       | 향정(鄕亭) |
| 여릉(厲陵) | 포정(蒲亭) |
| 여간       | 치간(治干) |
| 애         | 치한(治翰) |
| 신감       | 우정(偶亭) |
| 의춘       | 수효(修曉) |
| 해혼       | 의생(宜生) |
| 교양       | 예장(豫章) |
| 안평       | 안녕(安寧) |

## 후한
낙양에서 남으로 2,700리 거리에 있다. 21성 406,496호, 1,668,906명을 거느렸다. 후한말 주술(周術)이 죽은 뒤 조정에서 임명한 태수 주호(朱皓)와 원술 혹은 유표가 임명한 태수 제갈현이 태수직을 놓고 대립했다. 한편 조정에서 임명한 양주자사 유요가 원술이 파견한 손책에게 져 달아나 팽택현을 지키고 있었다. 주호는 유요의 도움을 받아 예장군의 치소 남창현을 점거했고 제갈현은 유표를 의지해 서성현을 지켰다. 유요는 하비상 착융을 보내 주호를 도왔는데, 착융이 주호를 죽이고 군을 점거하자 유요가 착융을 쳤고 착융은 달아나다 백성들에게 살해됐다. 제갈현은 197년 서성에서 민란이 일어나 살해됐다. 유요가 죽을 무렵에는 화흠이 예장태수였고, 유요가 죽자 그 잔당들 중에서 화흠을 추대하려는 움직임도 있었으나 파양에서는 종민들이, 여릉에서는 동지(僮芝)가 태수를 따르지 않고 각각 스스로 새로이 군을 만들어 다스리고 있었다. 199년, 손책이 여강태수 유훈과 강하태수 황조를 무찌르고 돌아오면서 화흠을 굴복시키고 표를 올려 자기 사촌형 손분을 태수로 삼았고, 손분과 손분의 동생 손보와 주유가 함께 동지를 쳐서 손보를 여릉태수로 삼아 동지가 예장군에서 분리한 여릉군을 그대로 유지했다.
194년(흥평 원년) 손책이 예장군 남부에 여릉군을, 210년(건안 15년) 손권이 포양호인근에 파양군을 신설했다.
| 현명     | 한자     | 대략적 위치                                                 | 비고                                                                                            |
| -------- | -------- | ----------------------------------------------------------- | ----------------------------------------------------------------------------------------------- |
| 남창현   | 南昌縣   | 난창시                                                      |                                                                                                 |
| 건성현   | 建成縣   | 이춘시 가오안시                                             |                                                                                                 |
| 신감현   | 新淦縣   | 이춘시 장수시                                               |                                                                                                 |
| 의춘현   | 宜春縣   | 이춘시                                                      |                                                                                                 |
| 여릉현   | 廬陵縣   | 지안시 타이허현 북서 30리 석산향(石山鄕) 일대               | 191년(후한 헌제 초평 2년) 고창현(高昌縣)으로 개명되었다. 194년 여릉군으로 분리되었다.           |
| 감현     | 贛縣     | 간저우시                                                    | 예장수(豫章水)가 있다. 194년 여릉군으로 분리되었다.                                             |
| 우도현   | 雩都縣   | 간저우시 위두현 동북 양자촌(羊子村) 일대                    | 194년 여릉군으로 분리되었다.                                                                    |
| 남야현   | 南野縣   | 간저우시 난캉구 서남 부석향(浮石鄕) 일대                    | 태령산(台領山)이 있다. 194년 여릉군으로 분리되었다.                                             |
| 남성현   | 南城縣   | 푸저우시 난청현 홍문진(洪門鎭) 동쪽 홍문저수지(洪門水庫) 안 |                                                                                                 |
| 파양현   | 鄱陽縣   | 상라오시 포양현 북동 고현도진(古縣渡鎭)                     | 파수(鄱水)가 있고 황금이 채굴된다.                                                              |
| 여릉현   | 厲陵縣   | 주장시 더안현 동                                            | 박역산(傅易山)이 있다.                                                                          |
| 여간현   | 餘汗縣   | 상라오시 위간현                                             |                                                                                                 |
| 교양현   | 鄡陽縣   | 주장시 두창현 사산촌(泗山村)                                |                                                                                                 |
| 팽택현   | 彭澤縣   | 주장시 후커우현 남 형교촌(荊橋村) 일대                      | 팽려택(彭蠡澤)이 서쪽에 있다. 손책에게 패배한 유요가 팽택현에 주둔했다.                         |
| 시상현   | 柴桑縣   | 주장시 서남 20리 배산촌(排山村) 일대                        |                                                                                                 |
| 애현     | 艾縣     | 주장시 슈수이현 서 정방향(程坊鄕) 일대                      |                                                                                                 |
| 해혼후국 | 海昏候國 | 주장시 융슈현 동 애성진(艾城鎭)                             |                                                                                                 |
| 평도후국 | 平都侯國 | 지안시 안푸현 남 몽담촌(蒙潭村) 일대                        | 전한대 안평후국이던 것을 고쳤다.                                                                |
| 석양현   | 石陽縣   | 지안시 지수이현 동북 30리 일강촌(日岡村) 일대               | 96년(후한 화제 영원 8년) 신감현에서 신설되었다. 194년 여릉군으로 분리되었다.                    |
| 임려현   | 臨汝縣   | 푸저우시 린촨구                                             | 96년 신설되었다.                                                                                |
| 건창현   | 建昌縣   | 이춘시 펑신현 서 나시진(羅市鎭) 일대                        | 104년(후한 화제 영원 16년) 해혼현에서 신설되었다.                                               |
| 상채현   | 上蔡縣   | 이춘시 상가오현                                             | 185년(후한 영제 중평 2년) 상채현의 주민들이 정착하면서 설치되었다.                              |
| 한평현   | 漢平縣   | 이춘시 장수시 차당(車塘) 일대                               | 185년 의춘현에서 분리신설되었다.                                                                |
| 예장현   | 豫章縣   | 주장시 우닝현 서 20리 대갱(大坑) 일대                       | 196년(후한 헌제 건안 원년) 설치되었다. 199년(후한 헌제 건안 4년) 서안현(西安縣)으로 개명되었다. |
| 신오현   | 新吳縣   | 이춘시 펑신현 고현촌(故縣村) 일대                           | 중평 연간에 신설되었다.                                                                         |
| 영수현   | 永修縣   | 주장시 융슈현 자림진(柘林鎭)                                | 185년 신설되었다.                                                                               |
| 부성현   | 富城縣   | 이춘시 펑청시 낙시진(洛市鎭) 일대                           | 210년(후한 헌제 건안 15년) 남창현에서 신설되었다.                                               |
| 의풍현   | 宜豐縣   | 이춘시 이펑현 천보향(天寶鄕)                                | 200년(후한 헌제 건안 5년) 상채현에서 신설되었다.                                                |

## 손오, 서진
손오대 257년(오 폐제 태평 2년) 임천군, 267년(오 말제 보정 2년) 안성군이 분리되면서 군역이 난창시·이춘시·주장시 일대로 축소되었다. 서진대에는 16현 35,000호를 거느렸다. 291년(진 혜제 원강 원년)에 강주가 신설되면서 강주로 소속이 이관되었다.
| 현명   | 한자   | 대략적 위치                            | 비고                                                                                     |
| ------ | ------ | -------------------------------------- | ---------------------------------------------------------------------------------------- |
| 남창현 | 南昌縣 | 난창시                                 |                                                                                          |
| 해혼현 | 海昏縣 | 주장시 융슈현 동 애성진(艾城鎭)        |                                                                                          |
| 신감현 | 新淦縣 | 이춘시 장수시                          |                                                                                          |
| 건성현 | 建成縣 | 이춘시 가오안시                        |                                                                                          |
| 망채현 | 望蔡縣 | 이춘시 상가오현                        | 280년(서진 무제 태강 원년)에 상채현(上蔡縣)이 지금의 이름으로 개명되었다.                |
| 영수현 | 永修縣 | 주장시 융슈현 자림진(柘林鎭)           |                                                                                          |
| 건창현 | 建昌縣 | 이춘시 펑신현 서 나시진(羅市鎭) 일대   |                                                                                          |
| 오평현 | 吳平縣 | 이춘시 장수시 차당(車塘) 일대          | 280년 한평현이 지금의 이름으로 개명되었다.                                               |
| 예녕현 | 豫寧縣 | 주장시 우닝현 서 20리 대갱(大坑) 일대  | 280년 서안현이 지금의 이름으로 개명되었다.                                               |
| 팽택현 | 彭澤縣 | 주장시 후커우현 남 형교촌(荊橋村) 일대 |                                                                                          |
| 애현   | 艾縣   | 주장시 슈수이현 서 정방향(程坊鄕) 일대 |                                                                                          |
| 강락현 | 康樂縣 | 이춘시 완짜이현, 상가오현 사이?        |                                                                                          |
| 풍성현 | 豐城縣 | 이춘시 펑청시 낙시진(洛市鎭) 일대      | 280년 부성현이 지금의 이름으로 개명되었다.                                               |
| 신오현 | 新吳縣 | 이춘시 펑신현 고현촌(故縣村) 일대      |                                                                                          |
| 의풍현 | 宜豐縣 | 이춘시 이펑현 천보향(天寶鄕)           |                                                                                          |
| 종릉현 | 鍾陵縣 | 난창시 진셴현                          | 280년 남창현에서 신설되었다. 286년(서진 무제 태강 7년) 진으로 격하되었다.                |
| 강락현 | 康樂縣 | 이춘시 완짜이현 나성진(羅城鎭) 일대    | 본래 225년(손권 황무 4년) 신설된 양락현(陽樂縣)이었다. 280년 지금의 이름으로 개명되었다. |

## 남조
12현 16,139호 122,573명을 거느렸다. 강주의 치소인 심양까지 수로로 600리, 육로로 350리, 수도 건강까지 수로로 1,900리, 육로로 2,100리 거리였다. 예장군의 속현은 남제시기에도 그대로 유지되었다. 양나라때 일부지역이 파산군으로 분리되었다.
| 현명   | 한자   | 대략적 위치                                                            | 민정                                   | 비고                                                                           |
| ------ | ------ | ---------------------------------------------------------------------- | -------------------------------------- | ------------------------------------------------------------------------------ |
| 남창현 | 南昌縣 | 난창시                                                                 | 후상(候相)                             |                                                                                |
| 신감현 | 新淦縣 | 이춘시 장수시                                                          | 후상(候相)                             | 양나라 때 파산군으로 분리되었다.                                               |
| 풍성현 | 豊城縣 | 이춘시 펑청시 낙시진(洛市鎭) 일대                                      | 후상(候相)                             | 양나라 때 파산군으로 분리되었다.                                               |
| 건성현 | 建城縣 | 이춘시 가오안시                                                        | 후상(候相)                             |                                                                                |
| 망채현 | 望蔡縣 | 이춘시 상가오현                                                        | 자상(子相)                             |                                                                                |
| 오평현 | 吳平縣 | 이춘시 장수시 차당(車塘) 일대                                          | 후상(候相)                             |                                                                                |
| 영수현 | 永修縣 | 주장시 융슈현 자림진(柘林鎭)                                           | 남상(男相)                             |                                                                                |
| 건창현 | 建昌縣 | 이춘시 펑신현 서 나시진(羅市鎭) 일대 → 주장시 융슈현 동 애성진(艾城鎭) | 공상(公相)                             | 425년(유송 문제 원가 2년) 해혼현이 통폐합되었고 치소가 해혼현 자리로 옮겨졌다. |
| 예녕현 | 豫寧縣 | 주장시 우닝현 서 20리 대갱(大坑) 일대                                  | 후상(候相)                             |                                                                                |
| 강락현 | 康樂縣 | 이춘시 완짜이현 나성진(羅城鎭) 일대                                    | 후상(候相)                             |                                                                                |
| 신오현 | 新吳縣 | 이춘시 펑신현 고현촌(故縣村) 일대                                      | 현령(縣令)                             |                                                                                |
| 애현   | 艾縣   | 주장시 슈수이현 서 정방향(程坊鄕) 일대                                 | 후상(候相)                             |                                                                                |
| 의풍현 | 宜豐縣 | 이춘시 이펑현 천보향(天寶鄕)                                           | 419년(유송 무제 영초 원년) 폐지되었다. | 419년(유송 무제 영초 원년) 폐지되었다.                                         |

## 수
진을 멸망시킨 수나라는 전국에 주현제를 실시하면서 예장군을 폐지, 홍주총관부(洪州總管府)를 설치했다. 수양제 시기 군현제가 시행되면서 홍주가 폐지되고, 그 자리에 예장군이 설치되었다. 대업 초에 부를 폐지했다. 4현 12,021호를 거느렸다.
| 현명   | 한자   | 대략적 위치                  | 비고                                                                       |
| ------ | ------ | ---------------------------- | -------------------------------------------------------------------------- |
| 예장현 | 豫章縣 | 난창시                       | 589년(수 문제 개황 9년) 남창현이 지금의 이름으로 개명되었다.               |
| 풍성현 | 豐城縣 | 이춘시 펑청시                | 인수 초에 광풍현(廣豐縣)으로 개명되었다.                                   |
| 건창현 | 建昌縣 | 주장시 융슈현 애성진(艾城鎭) | 589년(수 문제 개황 9년) 애현, 신오현, 영수현, 예녕현의 4현이 통폐합되었다. |
| 건성현 | 建城縣 | 이춘시 가오안시              | 연석(然石)이 채굴된다. 589년 망채현, 강락현이 통폐합되었다.                |

## 당
622년(당고조 무덕 5년), 당고조가 임사홍을 멸망시키면서 당나라의 땅에 편입되었다. 수나라 말기 예장현·풍성현·종릉현을 홍주(洪州)로 분리하고 총관부를 설치, 홍주·요주(饒州)·무주(撫州)·길주(吉州)·건주(虔州)·남평주(南平州)를 통치했다. 625년(당고조 무덕 8년), 손주(孫州)·남창주(南昌州)·미주(米州)가 폐지되면서 남창현·건창현·고안현이 내속되었다. 628년(당 태종 정관 2년), 총관부의 관할지에 원주(袁州)·강주(江州)·악주(鄂州)를 편입했다. 659년(당 고종 현경 4년), 요주와 악주만을 총관부로 편입시켰고 홍주는 4개 현을 통치했다. 742년(당 현종 천보 원년), 군현제가 실시되면서 홍주가 폐지된 이후 예장군이 설치되었다가 758년(당 현종 건원 원년) 홍주로 바뀌었다. 과거 예장·풍성·고안·건창의 4현과 15,456호, 74,044명을 거느렸으나, 천보 연간에 6현 55,530호, 353,231명을 거느리는 큰 주가 되었다.
| 현명   | 한자   | 대략적 위치                  | 비고 |
| ------ | ------ | ---------------------------- | --- |
| 종릉현 | 鐘陵縣 | 난창시                       | 625년 편입된 남창현과 이전부터 존재한 종릉현이 통폐합되었다. 762년(당 숙종 보응 원년), 수나라때 그대로 유지된 예장현을 지금의 이름으로 바꿨다. |
| 풍성현 | 豐城縣 | 이춘시 펑청시                | |
| 고안현 | 高安縣 | 이춘시 가오안시              | 622년 건성현(建城縣)에서 지금의 이름으로 개명되었고 정주(靖州)가 신설되자 주의 치소가 되었다. 정주는 망채현(望蔡縣)·화양현(華陽縣)을 속현으로 두었다. 624년, 정주는 미주(米州)·균주(筠州)로 개명되었다가 625년 홍주에 통폐합되었다. 화양현과 망채현은 홍주에 통폐합되면서 폐지되었다.                    |
| 건창현 | 建昌縣 | 주장시 융슈현 애성진(艾城鎭) | 622년 남창주총관부(南昌州總管府)가 설치되면서 남창주·서오주(西吳州)·정주·미주·손주(孫州)가 총관부에 편입되었고 남창주는 건창현·용안현(龍安縣)·영수현(永修縣)을 속현으로 두었다. 624년, 도독이 폐지되면서 일반주로 격하되었다. 625년 남창주·손주·신오현·영수현·용안현이 모두 폐지, 건창현에 통폐합되었다. |
| 신오현 | 新吳縣 | 이춘시 펑신현                | 684년(당 고종 영순 원년), 건창현에서 분리신설되었다. |
| 무녕현 | 武寗縣 | 주장시 우닝현                | 704년(측천황제 장안 4년), 건창현에서 무녕현이 신설되었다. 710년(당 예종 경운 원년), 예녕현(豫寧縣)으로 개명되었다가 762년 원래 이름으로 돌아왔다. |
| 분녕현 | 分寧縣 | 주장시 슈수이현              | 800년(당 덕종 정원 16년) 2월 신설되었다. |

## 군수·태수

### 전한
- 가옹(賈雍, 무제 시기)[13]

### 후한
- 난파(欒巴)
- 주술(周術)
- 제갈현(? ~ 197년?, 원술 또는 유표가 임명함)
- 주호(朱皓, ? ~ 195년?)
- 화흠(? ~ 199년?)
- 손분(199년? ~ 210년?, 손책이 임명함)
- 손린(210년? ~ ?, 손권이 임명함)